# Roverbella
Roverbella is een gemeente in de Italiaanse provincie Mantua (regio Lombardije) en telt 8047 inwoners (31-12-2004). De oppervlakte bedraagt 63,2 km², de bevolkingsdichtheid is 122 inwoners per km².
De volgende frazioni maken deel uit van de gemeente: Belvedere, Ca' Mantovane, Canedole, Castiglione Mantovano, Malavicina, Pellaloco.

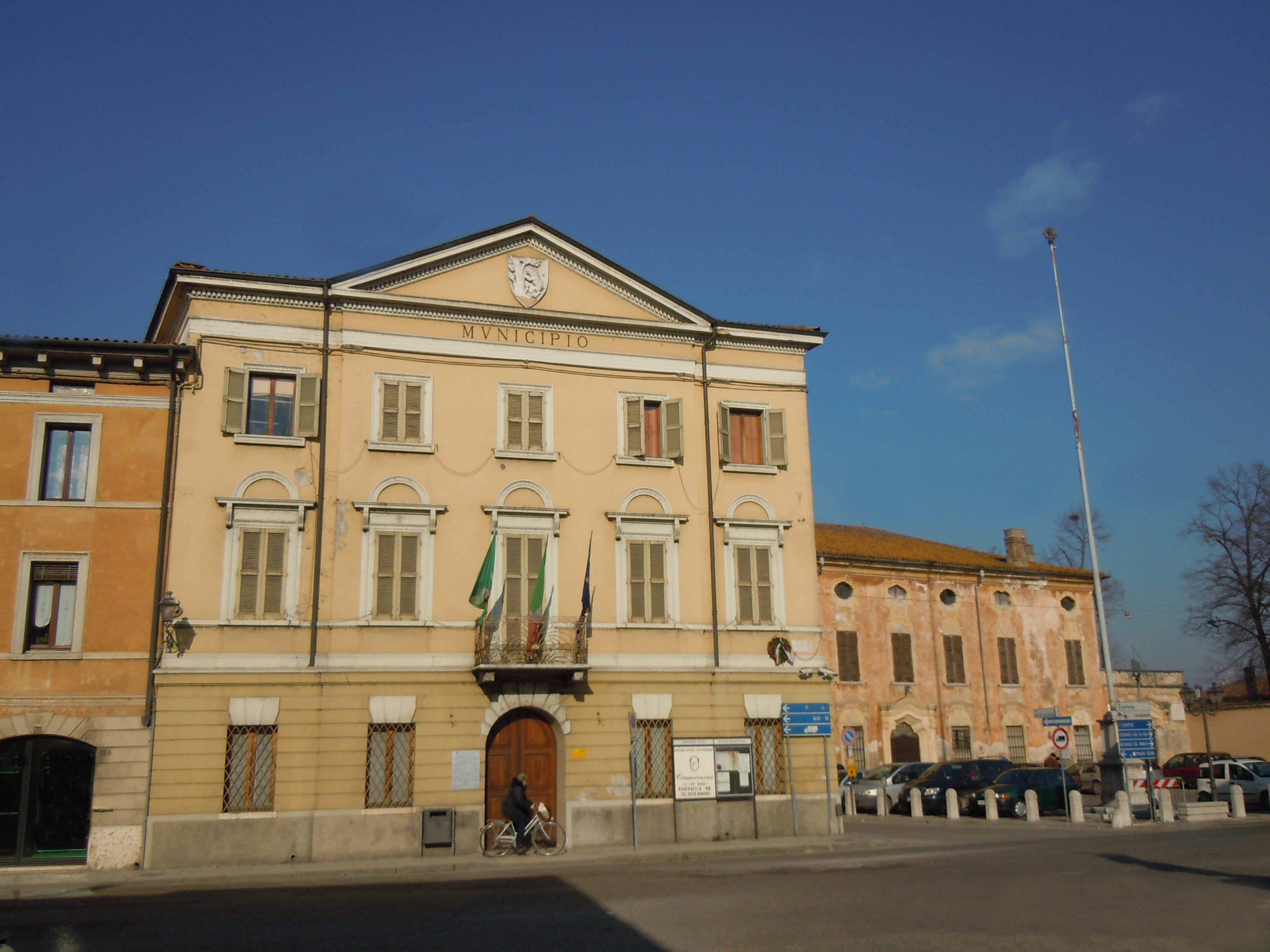
Gemeentehuis
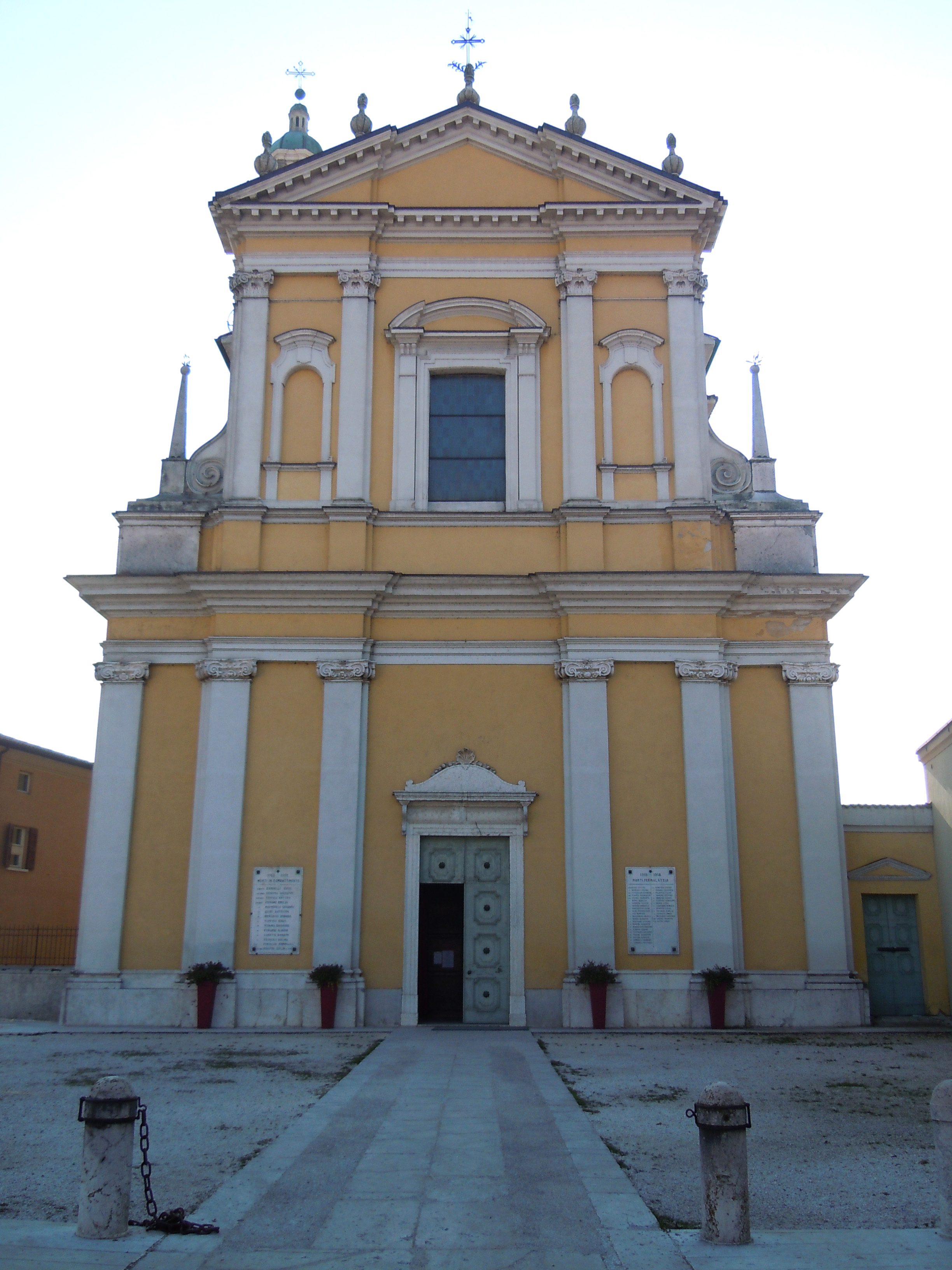
Kerk van Roverbella

## Demografie
Roverbella telt ongeveer 3001 huishoudens. Het aantal inwoners steeg in de periode 1991-2001 met 4,3% volgens cijfers uit de tienjaarlijkse volkstellingen van ISTAT.
| Jaar | Inwoneraantal |
| ---- | ------------- |
| 1991 | 7377          |
| 2001 | 7693          |

## Geografie
Roverbella grenst aan de volgende gemeenten: Castelbelforte, Marmirolo, Mozzecane (VR), Nogarole Rocca (VR), Porto Mantovano, San Giorgio di Mantova, Trevenzuolo (VR), Valeggio sul Mincio (VR).

## Partnersteden
- Nowy Targ (Polen)

## Geboren
- Giacomo Gaioni (1905-1988), wielrenner

Acquanegra sul Chiese · Asola · Bagnolo San Vito · Bigarello · Borgoforte · Borgofranco sul Po · Bozzolo · Canneto sull'Oglio · Carbonara di Po · Casalmoro · Casaloldo · Casalromano · Castel Goffredo · Castel d'Ario · Castelbelforte · Castellucchio · Castiglione delle Stiviere · Cavriana · Ceresara · Commessaggio · Curtatone · Dosolo · Felonica · Gazoldo degli Ippoliti · Gazzuolo · Goito · Gonzaga · Guidizzolo · Magnacavallo · Mantua · Marcaria · Mariana Mantovana · Marmirolo · Medole · Moglia · Monzambano · Motteggiana · Ostiglia · Pegognaga · Pieve di Coriano · Piubega · Poggio Rusco · Pomponesco · Ponti sul Mincio · Porto Mantovano · Quingentole · Quistello · Redondesco · Revere · Rivarolo Mantovano · Rodigo · Roncoferraro · Roverbella · Sabbioneta · San Benedetto Po · San Giacomo delle Segnate · San Giorgio di Mantova · San Giovanni del Dosso · San Martino dall'Argine · Schivenoglia · Sermide · Serravalle a Po · Solferino · Sustinente · Suzzara · Viadana · Villa Poma · Villimpenta · Virgilio · Volta Mantovana
1. ↑  https://demo.istat.it/?l=it.